# Jūsō

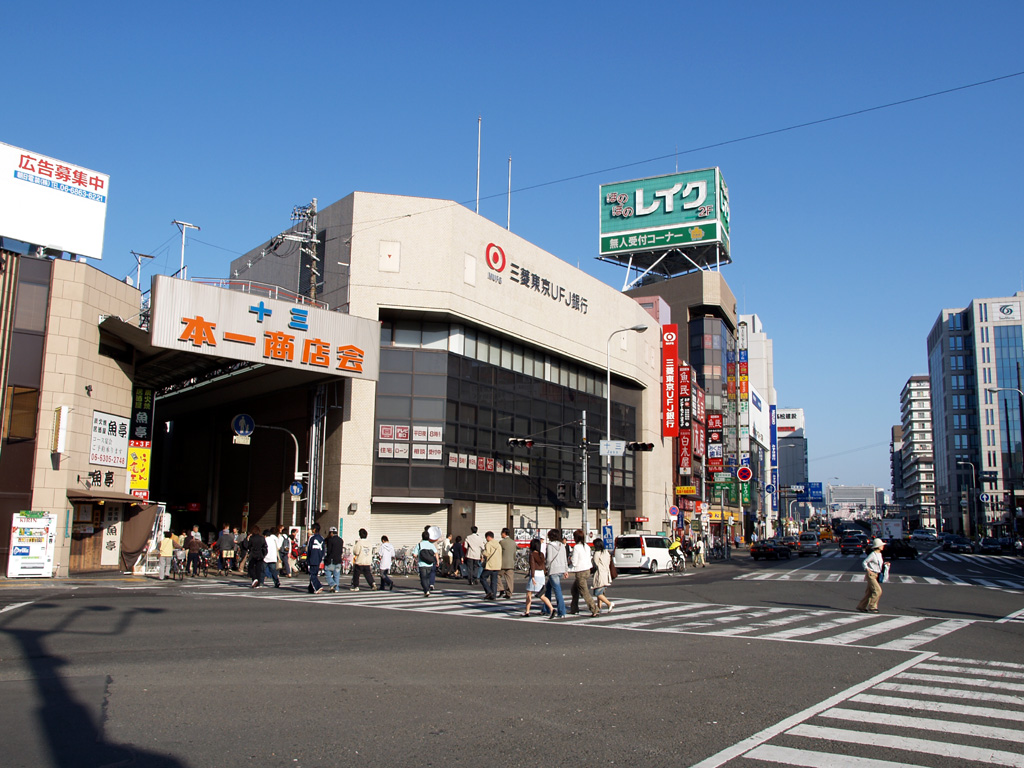
Widok na jedno ze skrzyżowań w Jūsō

Jūsō (jap. 十三, dosł. „Trzynaście”) – dzielnica znajdująca się w południowo-zachodniej części okręgu Yodogawa w mieście Osaka w Japonii. Sercem obszaru jest stacja Jūsō, węzeł sieci kolejowej Hankyū. W Osace obszar ten znany jest również jako dzielnica czerwonych latarni.

## Nazwa
Nazwa Jūsō jest zapisywana za pomocą kanji oznaczającego „trzynaście”. Jedna z teorii na temat pochodzenia nazwy mówi, że był to trzynasty przystanek na rzece Yodo, która płynie z Kioto do zatoki Osaka. Mniej popularna teoria głosi, że nazwa pochodzi od numeracji w starym systemie przydziału ziemi jorisei (条里制). Choć istnieje jeszcze kilka teorii, dokładne pochodzenie nazwy nie jest znane.

## Historia
Stacja Jūsō została otwarta w 1910 roku jako przystanek kolei elektrycznej Minoo-Arima (obecnie Hankyū).
W 1925 r. obszar ten stał się częścią Osaki, a w 1932 r. rząd Osaki zbudowała most Jūsō nad rzeką Yodo.
7 marca 2014 r. wybuchł pożar przed stacją Jūsō, niszcząc 39 lokali; w październiku 2016 r. na miejscu otwarto 10 lokali (z których dwa zostały odbudowane).
W 2021 r. grupa lokalnych artystów stworzyła kilka murali, aby ożywić ten obszar przed Światową Wystawą Expo w 2025 roku.

## Powiązania z Jūsō
Dojo aikido Stevena Seagala, Tenshin Aikido, zostało otwarte w Jūsō w 1975 roku. Było to pierwsze dojo w Japonii prowadzone przez obcokrajowca.
Jūsō było jednym z miejsc w Osace wykorzystanych w filmie Ridleya Scotta „Czarny deszcz” z 1989 roku: w scenie nakręconej w Jūsō Michael Douglas i Andy García są otoczeni przez gang motocyklistów w drodze do hotelu po kolacji w Dōtonbori (mimo że Jūsō i Dōtonbori dzieli około 7 km).

## Galeria

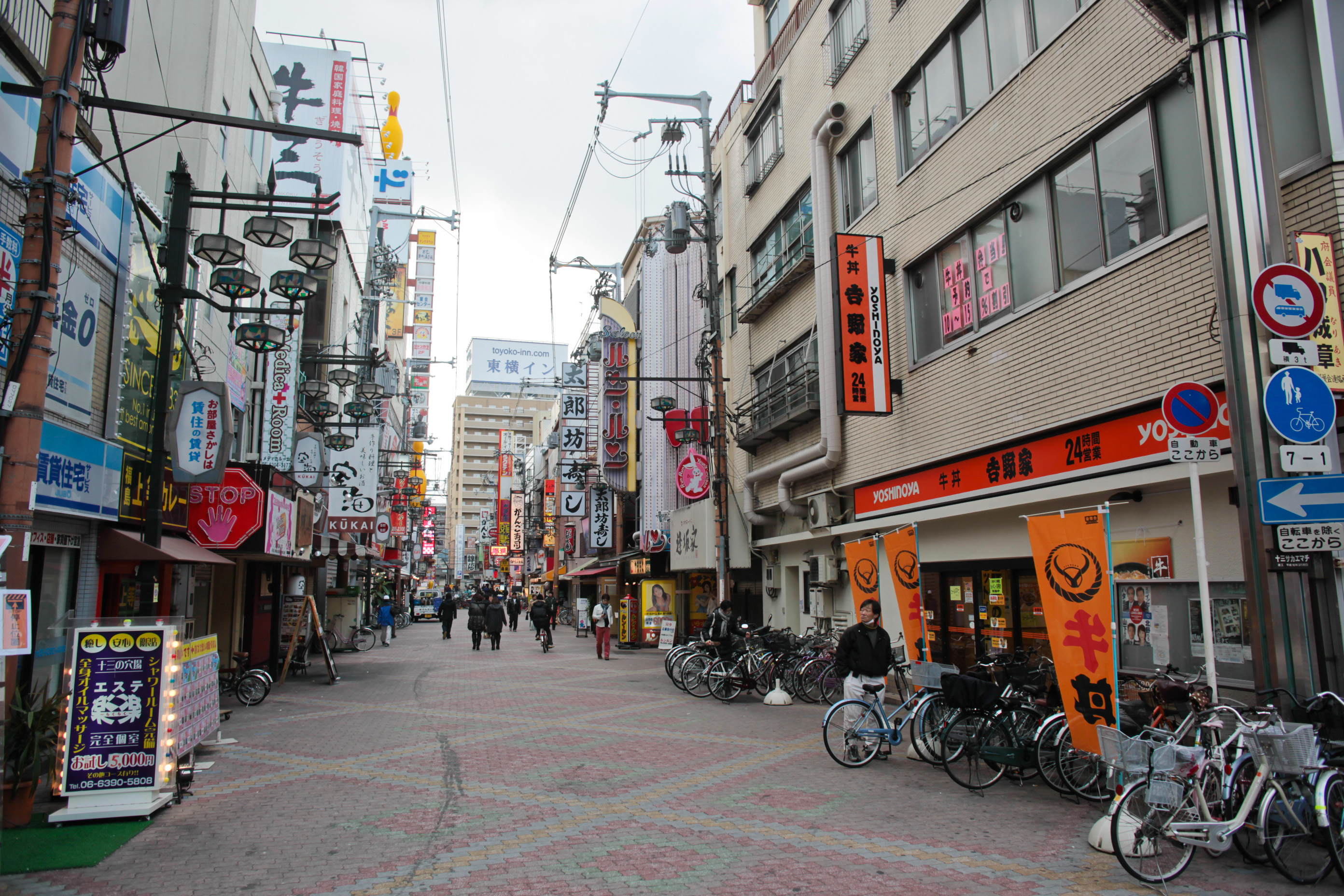
Sakaemachi w Jūsō w Osace
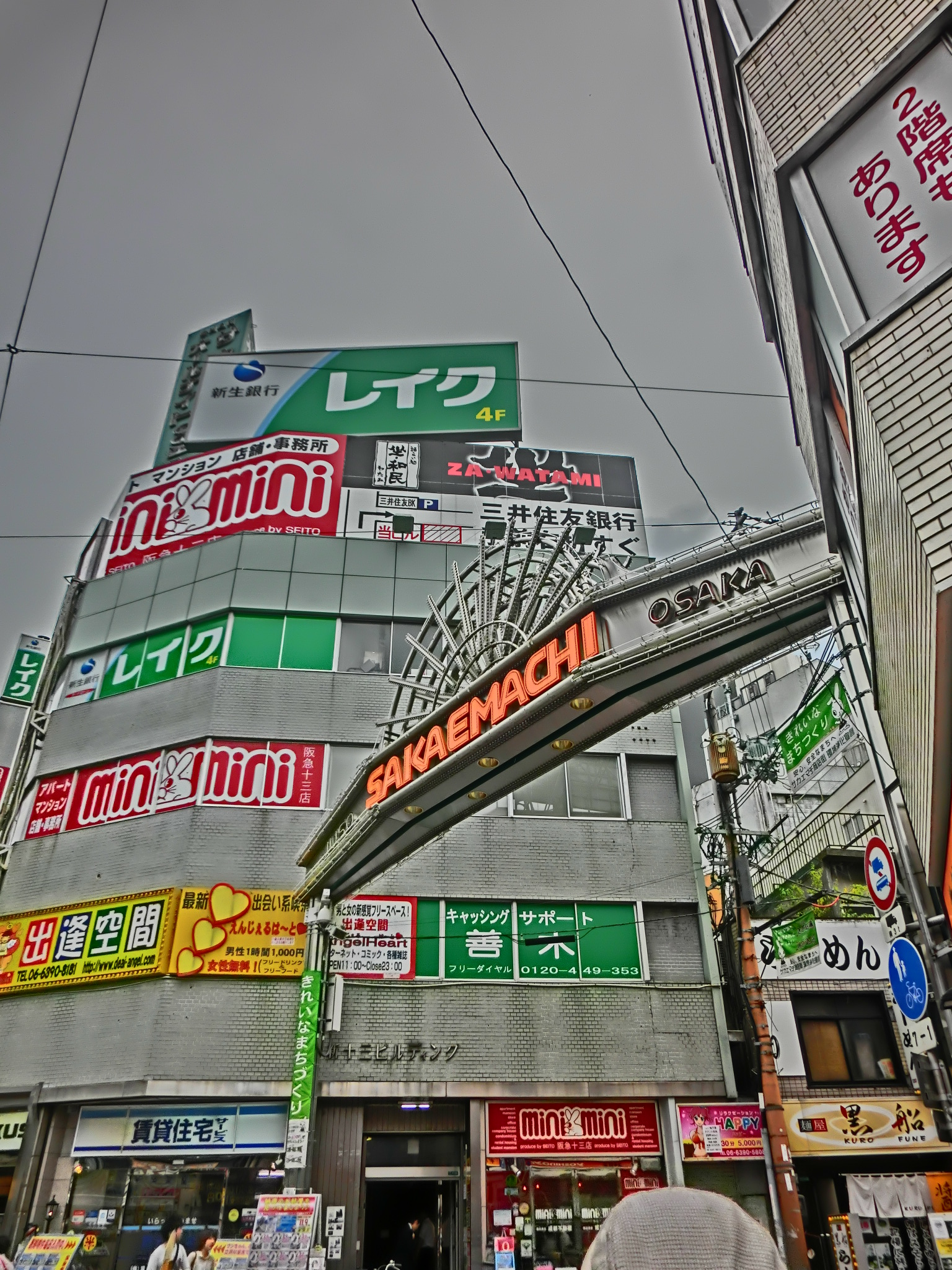
Panorama Sakaemachi w Jūsō
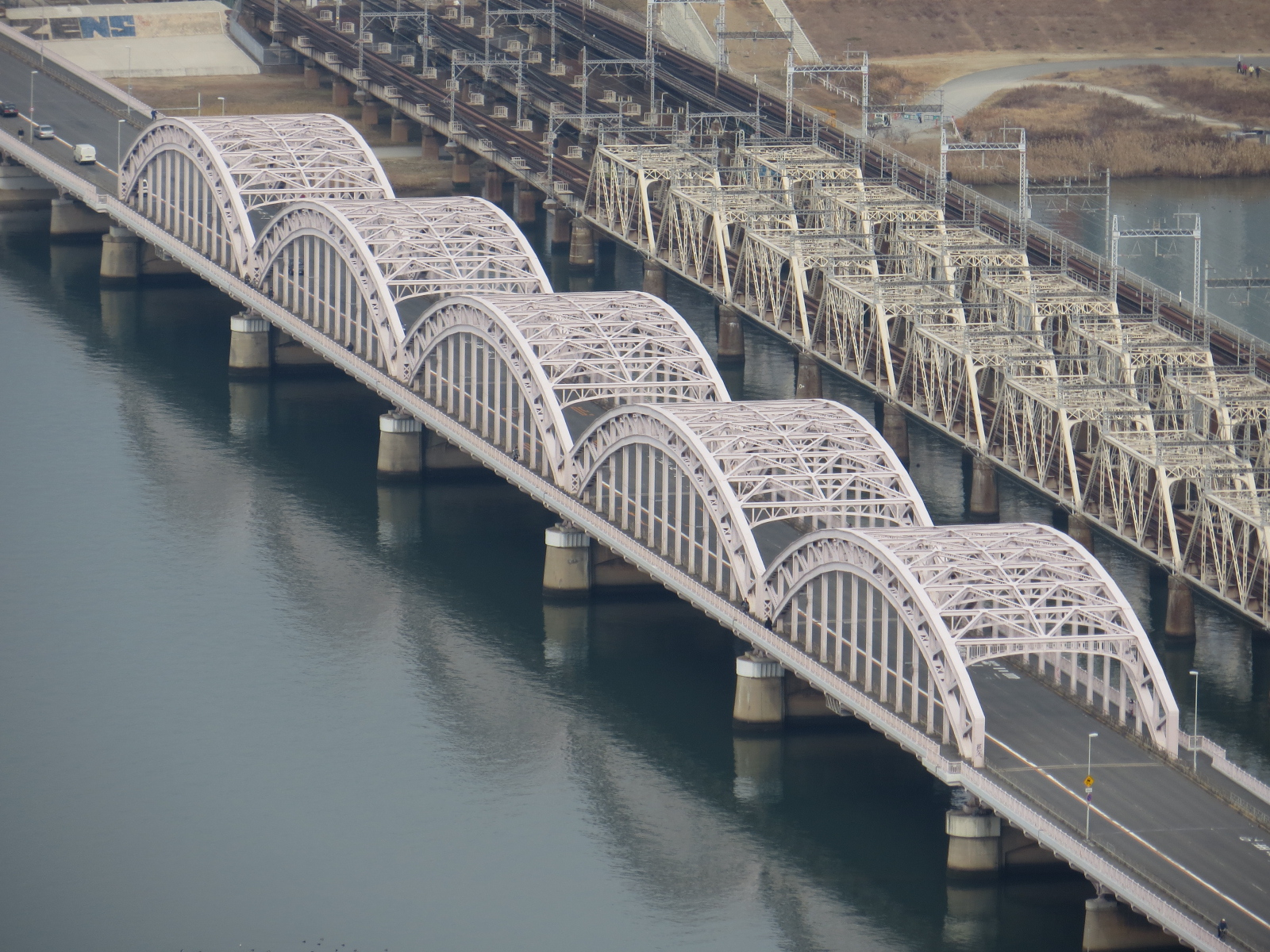
Widok z Umeda Sky Building na most Jūsō Ohashi (十三大橋).
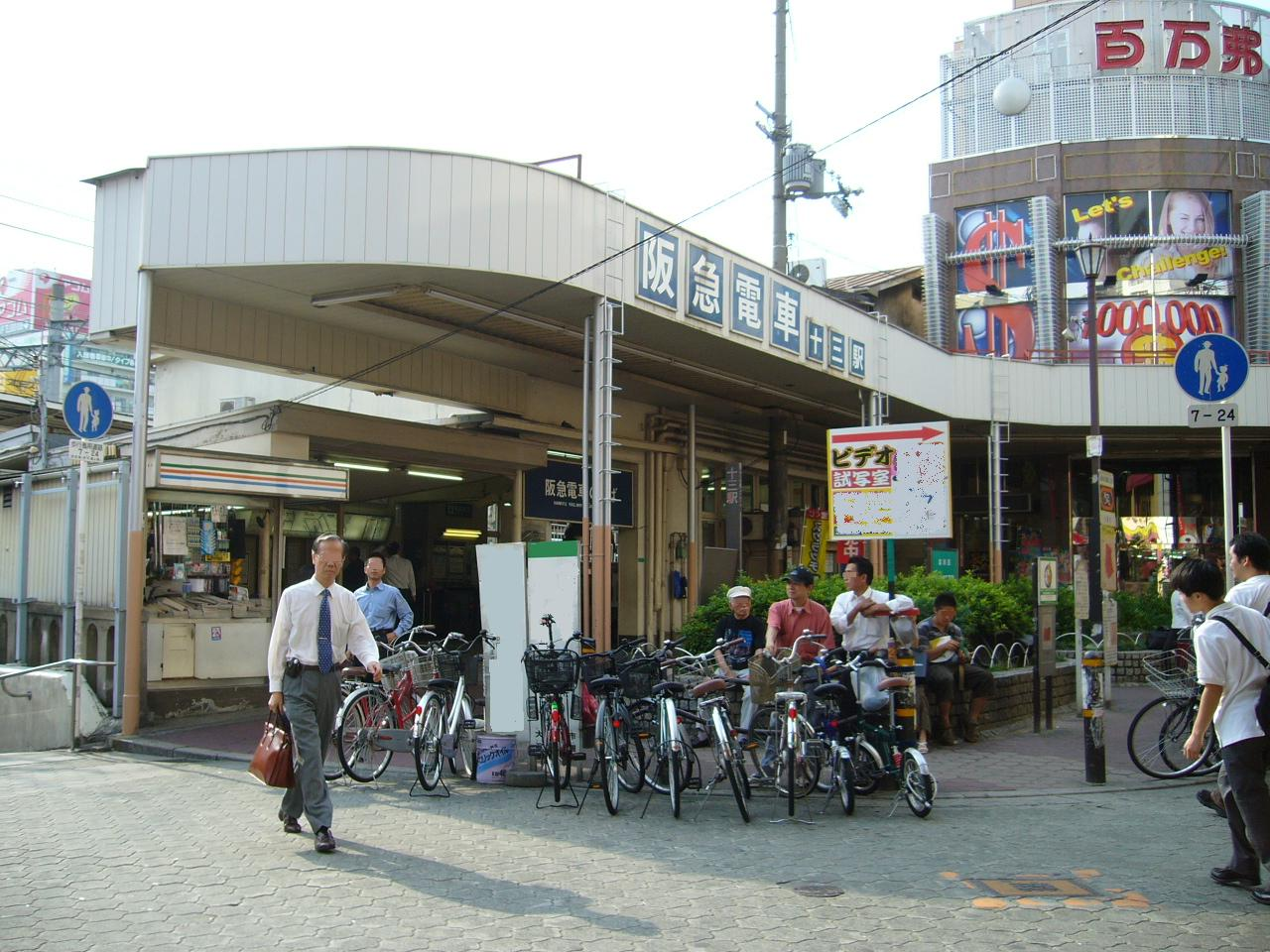
Wschodnie wyjście ze stacji Hankyū w Jūsō
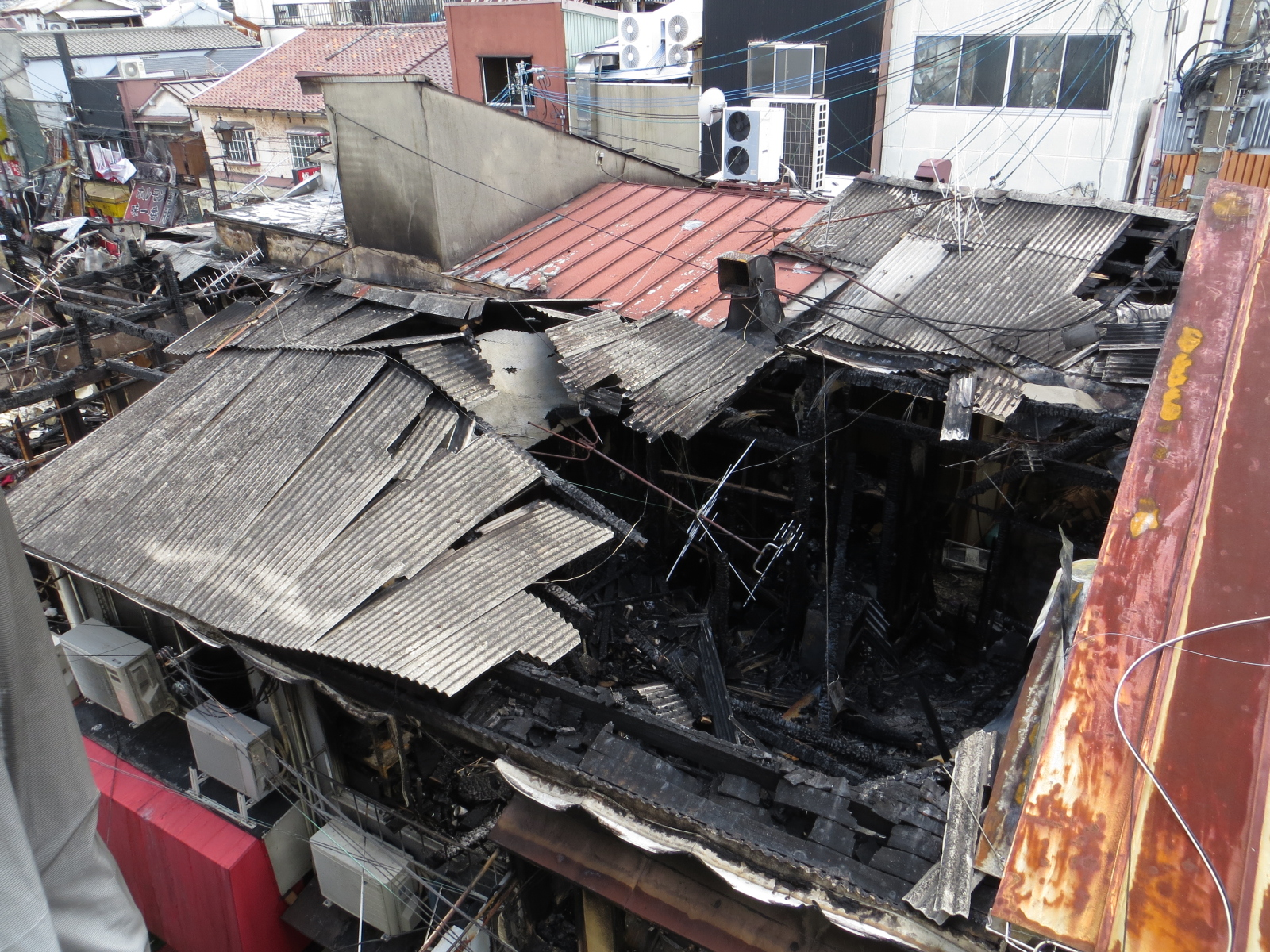
Lokale uczestniczące w pożarze w 2014 roku
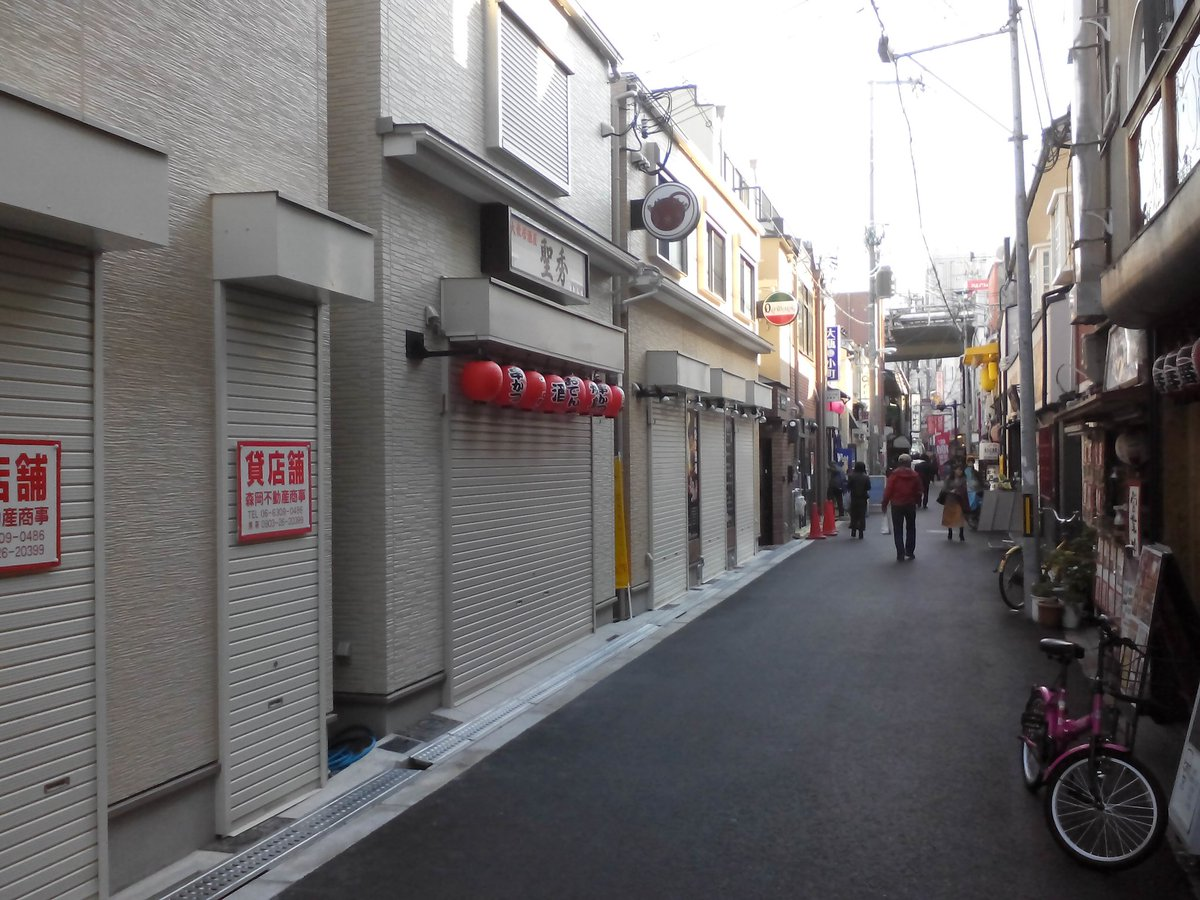
Nowopowstałe lokale wybudowane po pożarze z 2014 roku